# Pearl (rzeka)
Pearl (ang. Pearl River) – rzeka w Stanach Zjednoczonych, w stanie Missisipi, w dolnym biegu wyznaczająca granicę tego stanu z Luizjaną; dopływ Zatoki Meksykańskiej. Długość rzeki wynosi 661 km, a powierzchnia dorzecza – 19 700 km².
Rzeka powstaje z połączenia strumieni Bogue Chitto i Nanawaya Creek na północny wschód od miasta Philadelphia, w środkowej części stanu Missisipi, na wysokości około 120 m n.p.m. W górnym biegu płynie w kierunku południowo-zachodnim, dalej skręca na południe. Za miejscowością Pearlington uchodzi do zatoki Borgne, odnogi Zatoki Meksykańskiej, tworząc deltę.
Nad rzeką położone jest miasto Jackson, stolica stanu Missisipi. Inne większe miejscowości nad rzeką to Carthage, Columbia, Bogalusa, Picayune i Slidell.
W pobliżu miasta Jackson na rzece stworzone zostało sztuczne jezioro Ross Barnett.